# ザキントス島
ザキントス島（ザキントスとう、ギリシア語: Ζάκυνθος / Zakynthos）は、イオニア海に所在するギリシャ領の島で、地理的・行政的にイオニア諸島に属する。

## 名称
ザキントスの名は、ギリシャ神話の人物ダルダノスの子供の名前に由来する。ヴェネツィア語ではZacinto、英語ではザンテ島（Zante）と呼ばれた。また、別名として「レパントの花」と呼ばれることもある。

## 歴史
ヴェネツィア共和国、イタリア諸侯、オスマン帝国、フランス第一帝政、ロシア帝国、イギリスとめまぐるしく宗主国が変わり、1864年にギリシャに統一された。1953年には大地震に見舞われている。

## 行政区画

### ザキントス県
ザキントス県（Περιφερειακή ενότητα Ζακύνθου）は、イオニア諸島地方に属する行政区（ペリフェリアキ・エノティタ）である。ザキントス県はザキントス市1市のみからなる。

### 自治体（ディモス）
ザキントス市（Δήμος Ζακύνθου）は、イオニア諸島地方ザキントス県に属する基礎自治体（ディモス）である。ザキントス島全体をその市域とする。
現在のザキントス市は、カリクラティス改革（2011年1月施行）にともない、旧ザキントス市をはじめとするザキントス島の自治体が合併して発足した。旧自治体は、新自治体を構成する行政区（ディモティキ・エノティタ）となっている。
下表の番号は、下に掲げた「旧自治体」地図の番号に相当する。下表の「旧自治体名」欄は、無印がディモス（市）、※印がキノティタ（村）の名を示す。
- 旧ザキントス県の旧自治体（1999年 - 2010年）

|   | 旧自治体     | 綴り           | 政庁所在地      | 面積 km2 | 人口   |
| - | ------------ | -------------- | --------------- | -------- | ------ |
| 1 | ザキントス   | Ζάκυνθος       | ザキントス      | 45.8     | 16,475 |
| 2 | アリケス     | Ελειός-Πρόννοι | カタスタリ (el) | 42.9     | 4.796  |
| 3 | アルカディイ | Αρκάδιοι       | ヴァナト (el)   | 26.5     | 4,830  |
| 4 | アルテミシア | Αρτεμισία      | マヘラド (el)   | 104.9    | 4,517  |
| 5 | エラティア   | Ελάτια         | ヴォリメス (el) | 111.4    | 2,503  |
| 6 | ラガナス     | Λαγανάς        | パントクラトス  | 74.1     | 5,894  |

- Διοικητική διαίρεση νομού Ζακύνθου (πρόγραμμα Καποδίστριας) - 旧ザキントス県の自治体・集落一覧（1999年 - 2010年）

## 産業

### 観光
海岸線の洞窟や連なる断崖など風光明媚な観光地として知られており、アメリカをはじめとして海外からも観光客が訪れる。

## 視覚障害者の島
2011年、島内の視覚障害者に対する障害給付率が島民の1.5%にまで上昇。社会保険機構は、不正受給の疑いがあるとして実態調査を命令。再検査の結果、8割以上の受給者が障害無しと判定される事件があった。

## 著名な出身者
- ウーゴ・フォスコロ（英語版） – イタリア系ギリシャ人の作家
- ディオニシオス・ソロモス – 詩人。ギリシャ国歌の作者。

## 景勝地
- ナヴァイオ海岸